# Taofiq Jibril
Taofiq Jibril (ur. 23 kwietnia 1998 w Kadunie) – nigeryjski piłkarz występujący na pozycji napastnika w słowackim klubie MŠK Žilina.